# الكوميديا الشكسبيرية

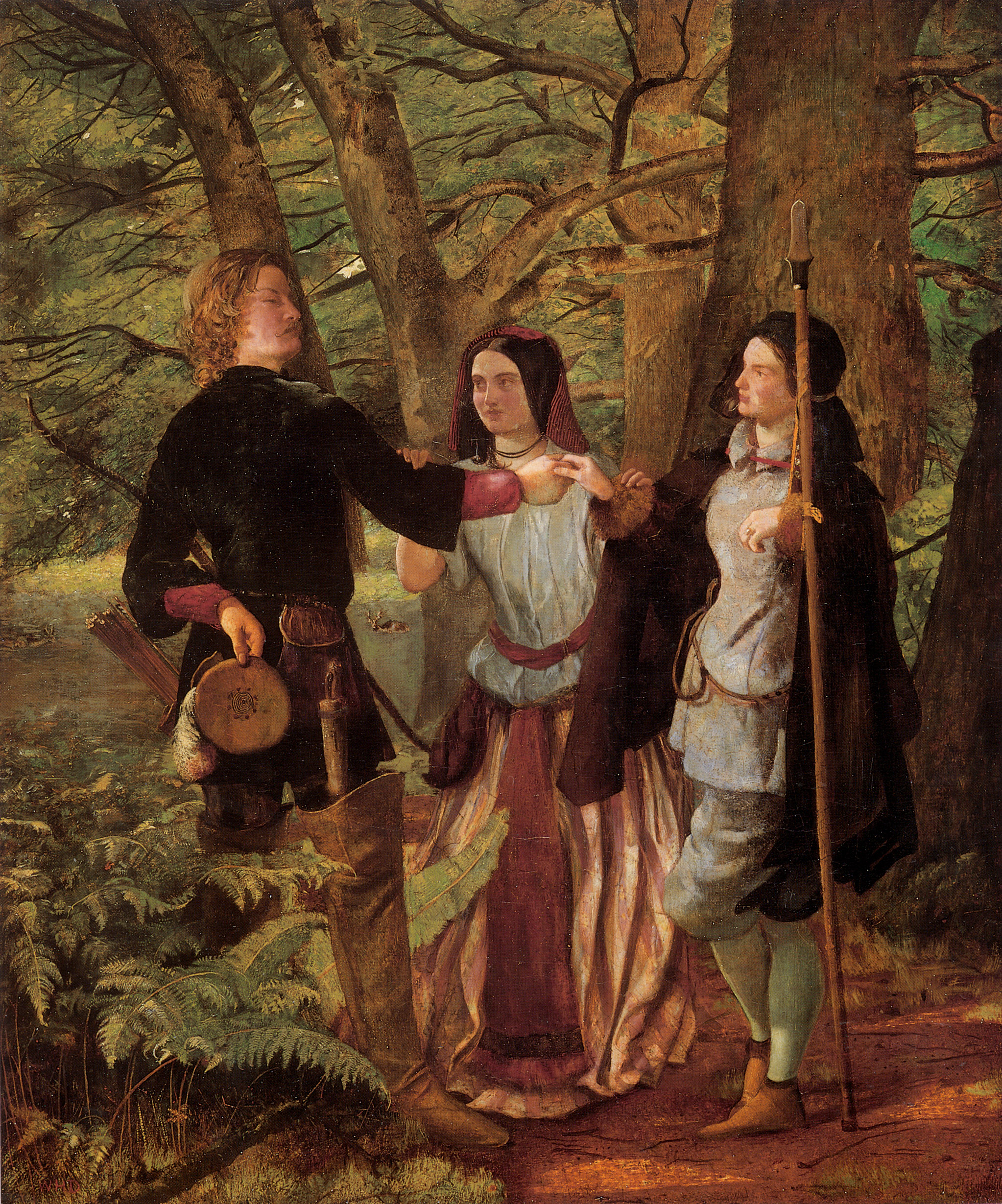

تسمى أيضا ب الكوميديا الرومانسية، تم تقسيم مسرحيات وليام شكسبير في مجموعته المنشورة الأولى والمسماة بـ «الورقة الأولى» إلى ثلاث فئات وهي: كوميديا، وتاريخ، ومأساة.
كان لاستخدام «الكوميديا» في العصر الإليزابيثي معنى مختلف تماماً عن الكوميديا الحديثة. ويكون للكوميديا الشكسبيرية نهاية سعيدة ويتضمن ذلك غالباً زواج بين الشخصيات غير المتزوجة، وكذلك لدى هذه الكوميديا لهجة وأسلوب أخف من مسرحيات شكسبير الأخرى. وتضم الأنماط في هذه الكوميديا انتقال إلى «عالم أخضر»  بما في ذلك الصراعات الداخلية والخارجية وأيضاً توتر شديد بين القيم البولونية والديونيسوسية. وتميل الكوميديا الشكسبيرية أيضاً لضم الآتي:
- تأكيد أكبر على المواقف لا على الشخصيات (وهذا يساعد ويقوم على تخدير ارتباط الجمهور مع الشخصية المسرحية ذاتها، وبذلك عندما تقع الشخصية في محنة يراها الجمهور بأنها مازالت مضحكة)
- صراع العشاق الشباب لتخطي المصاعب والتي غالباً ما تكون من قبل الكبار
- الانفصال وإعادة التوحيد
- الخداع بين الشخصيات (خاصة الهوية المضللة أو الخاطئة)
- خادم ذكي
- التوتر بين الشخصيات ويكون غالباً في داخل العائلة
- حبكات متعددة ومتشابكة
- استخدام كافة أساليب الكوميديا (تهريج، وتلاعب لفظي، ودعابة جافة، ودعابة أرضية، ومزاح بارع، ونكات عملية)
- عنصر الرعوية (الناس المتملقون يعيشون حياة ريفية مثالية) وهذا بالأساس عنصر الكوميديا الرعوية والتي يقوم شكسبير باستغلالها لحبكاته الكوميدية والتي تستخدم في الغالب بشكل ساخر لإيجاد روح الدعابة.
- نهاية سعيدة، مع أن ذلك بديهي لأنه في التعريف لا يمكن لأي شيء بدون نهاية سعيدة أن يصبح كوميدي.

تمتلك بعض مسرحيات شكسبير مثل الصاع بالصاع والأمور بخواتمها نبرة أو لهجة غير اعتيادية بالإضافة إلى مزيج صعب من الدعابة والمأساة والتي أدى بهم إلى تصنيفهم كمسرحيات مشاكل. وإنه ليست من الواضح ما إذا كانت هذه الطبيعة غير المتوازية لهذه المسرحيات تعزى إلى الفهم غير المتكامل لدعابة ومجتمع العصر الإليزابيثي أو بأنها خطأ من قبل شكسبير أو بأنها محاولة من قبله بخلط الأساليب ويدمر توقعات الجمهور. وفي نهاية حياة شكسبير كان قد قام بكتابة 17 مسرحية كوميدية.